# Maulishèra
Maulishèra (en francès Maulichères) és un municipi francès situat al departament del Gers i a la regió d'Occitània.

## Geografia

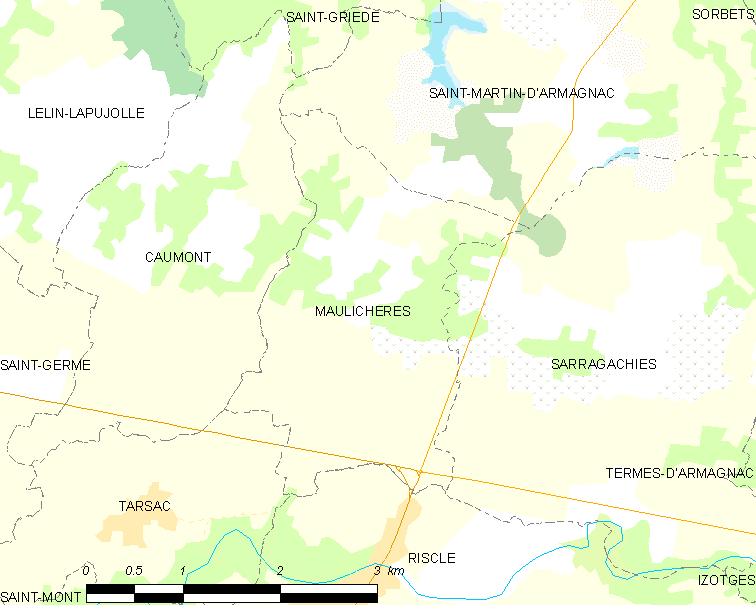
Mapa de la comuna de Maulishèra

## Administració
| Període | Identitat   | Partit |
| ------- | ----------- | ------ |
| 2001-   | Yves Portes |        |

## Demografia
| 1962                                       | 1968 | 1975 | 1982 | 1990 | 1999 | 2006 |
| ------------------------------------------ | ---- | ---- | ---- | ---- | ---- | ---- |
| 140                                        | 179  | 171  | 173  | 207  | 185  | 213  |
| Des de 1962: població sense dobles comptes |      |      |      |      |      |      |